# Eishockey-Weltmeisterschaft der Herren 2009
Die 73. A-Eishockey-Weltmeisterschaft der Herren im Jahr 2009 wurde von der Internationalen Eishockey-Föderation IIHF an das Gründungsmitglied Schweiz vergeben und wurde vom 24. April bis zum 10. Mai 2009 in Bern und Kloten ausgetragen.
Die IIHF-Weltmeisterschaft war 2009 die größte in der Schweiz stattfindende Sportveranstaltung. Das Organisationskomitee erwartete mehr als 300.000 Besucher. Etwa 800 Millionen Zuschauer konnten via 163 TV-Stationen mehr als 3.400 Stunden WM-Eishockey verfolgen.
Die Schweiz erhielt damit zum zehnten Mal – nach 1928, 1935, 1939, 1948, 1953, 1961, 1971, 1990 und 1998 – den Zuschlag für die Ausrichtung einer Eishockey-Weltmeisterschaft. Dadurch hatte der Schweizerische Eishockeyverband SEHV die Möglichkeit, das 100-jährige Bestehen des Verbandes mit einjähriger Verspätung zu feiern. Gegen die Austragung im eigentlichen Jubiläumsjahr 2008 sprach unter anderem die Austragung der Fußball-Europameisterschaft 2008 gemeinsam mit Österreich sowie der 100. Geburtstag des kanadischen Eishockeyverbandes Hockey Canada.
Nach einem Sieg im Finale gegen Kanada wurde der Titelverteidiger Russland erneut Weltmeister.

## Teilnehmer, Austragungsorte und -zeiträume
- Top-Division: 24. April bis 10. Mai 2009 in Bern und Kloten, Schweiz
Teilnehmer:  Belarus,  Dänemark,  Deutschland,  Finnland,  Frankreich,  Kanada,  Lettland,  Norwegen,  Österreich (Aufsteiger),  Russland (Titelverteidiger),  Schweden,  Schweiz,  Slowakei,  Tschechien,  Ungarn (Aufsteiger),  Vereinigte Staaten
- Division I
  - Gruppe A: 11. bis 17. April 2009 in Vilnius, Litauen
Teilnehmer:  Australien (Aufsteiger),  Japan,  Kasachstan,  Kroatien,  Litauen,  Slowenien (Absteiger)
  - Gruppe B: 11. bis 17. April 2009 in Toruń, Polen
Teilnehmer:  Großbritannien,  Italien (Absteiger),  Niederlande,  Polen,  Rumänien (Aufsteiger),  Ukraine
- Division II
  - Gruppe A: 7. bis 13. April 2009 in Novi Sad, Serbien
Teilnehmer:  Volksrepublik China,  Estland (Absteiger),  Island,  Israel,  Nordkorea (Aufsteiger),  Serbien
  - Gruppe B: 6. bis 12. April 2009 in Sofia, Bulgarien
Teilnehmer:  Belgien,  Bulgarien,  Mexiko,  Spanien,  Südafrika (Aufsteiger),  Südkorea (Absteiger)
- Division III
  - 10. bis 16. April 2009 in Dunedin, Neuseeland
Teilnehmer:  Griechenland,  Irland (Absteiger),  Luxemburg,  Neuseeland,  Türkei

Ursprünglich war auch die  Mongolei für das Turnier der Division III vorgesehen. Sie erhielt jedoch keine Einreisevisa und konnte so nicht teilnehmen.

## Top-Division
Die Weltmeisterschaft der Top-Division wurde vom 24. April bis zum 10. Mai 2009 in den Schweizer Städten Bern und Kloten ausgetragen. Gespielt wurde in der PostFinance-Arena (11.421 Plätze) in Bern sowie der Kolping Arena in Kloten mit 6.851 Plätzen.

### Austragungsorte
Die PostFinance-Arena in Bern wurde seit August 2007 bis zum Beginn des Turniers 2009 saniert und bot – statt 16.789 – eigentlich 17.131 Zuschauern Platz. Aufgrund der Installation von Sitzplätzen in der gesamten Arena standen aber lediglich 11.421 Plätze zur Verfügung. Die Kolping Arena in Kloten – im Rahmen der Weltmeisterschaft Arena Zürich-Kloten – wurde auf die Saison 2008/09 hin auf eine höhere Zuschauerkapazität von 7.624 Plätzen ausgebaut. Im Rahmen des Turniers bot sie Platz für maximal 6.851 Zuschauer.
| Bern |

| Kloten |

| Bern |

| Kloten |

### Modusänderungen
Im Vergleich zur vorangegangenen Weltmeisterschaft in Kanada gab es zwei Änderungen beim Austragungsmodus:
- die Viertelfinale wurden aufgrund der kürzeren Distanzen zwischen den Austragungsorten wieder zwischen den beiden Zwischenrundengruppen ausgetragen, das hieß der Erste der einen Gruppe traf auf den Vierten der anderen Gruppe und der Zweite der einen Gruppe auf den Dritten der anderen Gruppe;
- die Relegationsrunde der Viertplatzierten aus der Vorrunde wurde wieder im Gruppensystem ausgetragen.

### Teilnehmer
Am Turnier nahmen die besten 14 Mannschaften der Vorjahres-Weltmeisterschaft sowie die Sieger der beiden Turniere der Division I des Vorjahres teil:
| 14 aus Europa     | Belarus                     | Dänemark   | Deutschland                        | Finnland                               |
| 14 aus Europa     | Frankreich                  | Lettland   | Norwegen                           | Österreich (Aufsteiger aus Division I) |
| 14 aus Europa     | Russland (Titelverteidiger) | Schweden   | Schweiz (Gastgeber)                | Slowakei                               |
| 14 aus Europa     | Tschechien                  | Tschechien | Ungarn (Aufsteiger aus Division I) | Ungarn (Aufsteiger aus Division I)     |
| 2 aus Nordamerika | Kanada                      | Kanada     | USA                                | USA                                    |

#### Gruppeneinteilung
Die Gruppeneinteilung der Vorrunde wurde auf Basis der nach Abschluss der Weltmeisterschaft 2008 aktuellen IIHF-Weltrangliste festgelegt:
| Gruppe A (Kloten) | Gruppe B (Bern)  | Gruppe C (Bern) | Gruppe D (Kloten) |
| Kanada (1)        | Russland (2)     | Schweden (3)    | Finnland (4)      |
| Slowakei (8)      | Schweiz (7)      | USA (6)         | Tschechien (5)    |
| Belarus (9)       | Deutschland (10) | Lettland (11)   | Norwegen (12)     |
| Ungarn (19)       | Frankreich (18)  | Österreich (14) | Dänemark (13)     |

* In Klammern ist der jeweilige Weltranglistenplatz angegeben.

### Vorrunde

#### Gruppe A
| 24. April 2009 16:15 Uhr (Ortszeit) | Belarus M. Hrabouski (52:44) | 1:6 (0:2, 0:0, 1:4) Spielbericht | Kanada S. Stamkos (1:05) S. Stamkos (14:29) J. Spezza (44:27) M. Fisher (46:01) D. Heatley (50:44) D. Heatley (54:05) | Arena Zürich-Kloten, Kloten Zuschauer: 5.232 |

| 24. April 2009 20:15 Uhr | Slowakei Š. Ružička (1:46) Ľ. Bartečko (38:13) M. Hossa (39:04) Ľ. Bartečko (59:47) | 4:3 (1:0, 2:1, 1:2) Spielbericht | Ungarn R. Holéczy (22:01) I. Peterdi (42:52) T. Sille (54:04) | Arena Zürich-Kloten, Kloten Zuschauer: 4.773 |

| 26. April 2009 16:15 Uhr | Slowakei M. Hossa (57:06) | 1:2 n. P. (0:0, 0:1, 1:0, 0:0, 0:1) Spielbericht | Belarus A. Stas (33:17) A. Antonenka (PS) | Arena Zürich-Kloten, Kloten Zuschauer: 5.256 |

| 26. April 2009 20:15 Uhr | Kanada M. St. Louis (5:18) S. Weber (9:40) D. Roy (12:35) J. Neal (12:48) M. St. Louis (27:35) S. Weber (29:03) M. Fisher (41:06) M. St. Louis (44:51) J. Spezza (50:55) | 9:0 (4:0, 2:0, 3:0) Spielbericht | Ungarn | Arena Zürich-Kloten, Kloten Zuschauer: 5.506 |

| 28. April 2009 16:15 Uhr | Ungarn I. Peterdi (25:14) | 1:3 (0:1, 1:0, 0:2) Spielbericht | Belarus A. Kaljuschny (3:18) A. Uharau (54:25) M. Hrabouski (59:10) | Arena Zürich-Kloten, Kloten Zuschauer: 4.710 |

| 28. April 2009 20:15 Uhr | Kanada D. Roy (4:50) S. Doan (6:54) J. Spezza (16:51) I. White (29:39) S. Weber (33:41) S. Stamkos (35:04) J. Spezza (42:04) | 7:3 (3:0, 3:1, 1:2) Spielbericht | Slowakei T. Surový (26:05) M. Hossa (55:40) D. Graňák (58:48) | Arena Zürich-Kloten, Kloten Zuschauer: 6.300 |

| Pl. |          | Sp | S | OTS | OTN | N | Tore  | Punkte |
| 1.  | Kanada   | 3  | 3 | 0   | 0   | 0 | 22:04 | 9      |
| 2.  | Belarus  | 3  | 1 | 1   | 0   | 1 | 06:08 | 5      |
| 3.  | Slowakei | 3  | 1 | 0   | 1   | 1 | 08:12 | 4      |
| 4.  | Ungarn   | 3  | 0 | 0   | 0   | 3 | 04:16 | 0      |

Abkürzungen: Pl. = Platz, Sp = Spiele, S = Siege, OTS = Siege nach Verlängerung (Overtime) oder Penaltyschießen, OTN = Niederlagen nach Verlängerung oder Penaltyschießen, N = Niederlagen

Erläuterungen: Zwischenrundenqualifikant, Abstiegsrundenqualifikant

#### Gruppe B
| 24. April 2009 16:15 Uhr | Deutschland | 0:5 (0:3, 0:0, 0:2) Spielbericht | Russland O. Saprykin (8:14) I. Kowaltschuk (9:37) S. Sinowjew (15:25) A. Kurjanow (42:53) D. Saripow (51:52) | PostFinance-Arena, Bern Zuschauer: 10.570 |

| 24. April 2009 20:15 Uhr | Schweiz M. Plüss (11:33) | 1:0 (1:0, 0:0, 0:0) Spielbericht | Frankreich | PostFinance-Arena, Bern Zuschauer: 11.417 |

| 26. April 2009 16:15 Uhr | Schweiz R. Wick (8:36) M. Seger (23:25) M. Streit (61:18) | 3:2 n. V. (1:1, 1:1, 0:0, 1:0) Spielbericht | Deutschland C. Ullmann (6:26) C. Schubert (33:02) | PostFinance-Arena, Bern Zuschauer: 11.423 |

| 26. April 2009 20:15 Uhr | Russland A. Radulow (1:23) D. Saripow (7:06) A. Radulow (7:20) A. Pereschogin (8:01) A. Tereschtschenko (15:00) A. Tereschtschenko (27:23) I. Kowaltschuk (49:20) | 7:2 (5:1, 1:1, 1:0) Spielbericht | Frankreich K. Hecquefeuille (10:25) L. Tardif (39:31) | PostFinance-Arena, Bern Zuschauer: 10.505 |

| 28. April 2009 16:15 Uhr | Russland W. Atjuschow (2:19) I. Kowaltschuk (29:08) A. Morosow (48:28) A. Pereschogin (59:45) | 4:2 (1:2, 1:0, 2:0) Spielbericht | Schweiz R. Gardner (9:46) M. Plüss (17:17) | PostFinance-Arena, Bern Zuschauer: 11.479 |

| 28. April 2009 20:15 Uhr | Frankreich A. Lussier (3:50) L. Tardif (16:48) | 2:1 (2:1, 0:0, 0:0) Spielbericht | Deutschland J. Hecht (4:22) | PostFinance-Arena, Bern Zuschauer: 9.956 |

| Pl. |             | Sp | S | OTS | OTN | N | Tore  | Punkte |
| 1.  | Russland    | 3  | 3 | 0   | 0   | 0 | 16:04 | 9      |
| 2.  | Schweiz     | 3  | 1 | 1   | 0   | 1 | 06:06 | 5      |
| 3.  | Frankreich  | 3  | 1 | 0   | 0   | 2 | 04:09 | 3      |
| 4.  | Deutschland | 3  | 0 | 0   | 1   | 2 | 03:10 | 1      |

Abkürzungen: Pl. = Platz, Sp = Spiele, S = Siege, OTS = Siege nach Verlängerung (Overtime) oder Penaltyschießen, OTN = Niederlagen nach Verlängerung oder Penaltyschießen, N = Niederlagen

Erläuterungen: Zwischenrundenqualifikant, Abstiegsrundenqualifikant

#### Gruppe C
| 25. April 2009 16:15 Uhr | USA J. Johnson (11:15) D. Stafford (31:13) J. Johnson (35:31) P. O’Sullivan (46:03) | 4:2 (1:1, 2:1, 1:0) Spielbericht | Lettland H. Vasiļjevs (4:40) M. Karsums (26:39) | PostFinance-Arena, Bern Zuschauer: 7.840 |

| 25. April 2009 20:15 Uhr | Schweden K. Jönsson (1:37) M. Johansson (11:49) M. Nilson (12:46) M. Weinhandl (41:22) M. Weinhandl (47:00) J. Harju (49:04) L. Eriksson (49:46) | 7:1 (3:0, 0:1, 4:0) Spielbericht | Österreich M. Oraže (31:55) | PostFinance-Arena, Bern Zuschauer: 6.175 |

| 27. April 2009 16:15 Uhr | USA D. Brown (15:11) D. Stafford (31:04) P. O’Sullivan (40:25) J. Blake (47:56) L. Stempniak (52:06) M. Niskanen (55:55) | 6:1 (1:0, 1:1, 4:0) Spielbericht | Österreich M. Peintner (34:26) | PostFinance-Arena, Bern Zuschauer: 3.779 |

| 27. April 2009 20:15 Uhr | Lettland K. Rēdlihs (30:20) L. Dārziņš (39:15) A. Ņiživijs (PS) | 3:2 n. P. (0:1, 2:0, 0:1, 0:0, 1:0) Spielbericht | Schweden L. Omark (15:26) M. Johansson (40:44) | PostFinance-Arena, Bern Zuschauer: 4.421 |

| 29. April 2009 16:15 Uhr | Österreich | 0:2 (0:1, 0:0, 0:1) Spielbericht | Lettland M. Cipulis (19:15) G. Džeriņš (54:56) | PostFinance-Arena, Bern Zuschauer: 5.274 |

| 29. April 2009 20:15 Uhr | Schweden M. Weinhandl (25:07) M. Nilson (26:42) M. Johansson (48:46) N. Persson (52:45) M. Weinhandl (56:19) K. Huselius (61:59) | 6:5 n. V. (0:1, 2:2, 3:2, 1:0) Spielbericht | USA P. O’Sullivan (14:11) J.-M. Liles (29:58) R. Shannon (37:26) R. Shannon (44:06) J. Johnson (48:20) | PostFinance-Arena, Bern Zuschauer: 9.876 |

| Pl. |            | Sp | S | OTS | OTN | N | Tore  | Punkte |
| 1.  | USA        | 3  | 2 | 0   | 1   | 0 | 15:09 | 7      |
| 2.  | Schweden   | 3  | 1 | 1   | 1   | 0 | 15:09 | 6      |
| 3.  | Lettland   | 3  | 1 | 1   | 0   | 1 | 07:06 | 5      |
| 4.  | Österreich | 3  | 0 | 0   | 0   | 3 | 02:15 | 0      |

Abkürzungen: Pl. = Platz, Sp = Spiele, S = Siege, OTS = Siege nach Verlängerung (Overtime) oder Penaltyschießen, OTN = Niederlagen nach Verlängerung oder Penaltyschießen, N = Niederlagen

Erläuterungen: Zwischenrundenqualifikant, Abstiegsrundenqualifikant

#### Gruppe D
| 25. April 2009 16:15 Uhr | Norwegen | 0:5 (0:3, 0:1, 0:1) Spielbericht | Finnland A. Miettinen (13:44) J. Immonen (16:19) N. Kapanen (19:58) M. Pyörälä (34:20) M. Lehtonen (44:10) | Arena Zürich-Kloten, Kloten Zuschauer: 5.269 |

| 25. April 2009 20:15 Uhr | Tschechien J. Hlinka (6:09) J. Marek (31:07) P. Čajánek (35:18) A. Hemský (37:24) J. Jágr (50:46) | 5:0 (1:0, 3:0, 1:0) Spielbericht | Dänemark | Arena Zürich-Kloten, Kloten Zuschauer: 4.342 |

| 27. April 2009 16:15 Uhr | Tschechien J. Marek (5:20) P. Čajánek (9:35) J. Vašíček (12:19) M. Blaťák (32:34) J. Klepiš (51:14) | 5:2 (3:0, 1:2, 1:0) Spielbericht | Norwegen T. Jakobsen (21:49) M. Zuccarello Aasen (39:52) | Arena Zürich-Kloten, Kloten Zuschauer: 3.583 |

| 27. April 2009 20:15 Uhr | Finnland A. Miettinen (17:40) T. Pihlman (21:58) A. Miettinen (34:42) N. Kapanen (51:51) N. Kapanen (59:42) | 5:1 (1:1, 2:0, 2:0) Spielbericht | Dänemark J. Jakobsen (10:03) | Arena Zürich-Kloten, Kloten Zuschauer: 3.919 |

| 29. April 2009 16:15 Uhr | Dänemark A. Sundberg (4:56) J. Damgaard (9:33) M. Green (21:02) D. Nielsen (46:22) | 4:5 n. V. (2:2, 1:1, 1:1, 0:1) Spielbericht | Norwegen P. Thoresen (5:40) A. Bastiansen (13:50) T. Vikingstad (36:18) M. Zuccarello Aasen (44:51) T. Jacobsen (61:11) | Arena Zürich-Kloten, Kloten Zuschauer: 4.496 |

| 29. April 2009 20:15 Uhr | Finnland N. Kapanen (9:32) V. Koistinen (23:52) N. Kapanen (38:56) N. Hagman (51:59) | 4:3 (1:2, 2:1, 1:0) Spielbericht | Tschechien T. Rolinek (10:14) M. Blaťák (13:30) A. Kotalík (23:10) | Arena Zürich-Kloten, Kloten Zuschauer: 6.456 |

| Pl. |            | Sp | S | OTS | OTN | N | Tore  | Punkte |
| 1.  | Finnland   | 3  | 3 | 0   | 0   | 0 | 14:04 | 9      |
| 2.  | Tschechien | 3  | 2 | 0   | 0   | 1 | 13:06 | 6      |
| 3.  | Norwegen   | 3  | 0 | 1   | 0   | 2 | 07:14 | 2      |
| 4.  | Dänemark   | 3  | 0 | 0   | 1   | 2 | 05:15 | 1      |

Abkürzungen: Pl. = Platz, Sp = Spiele, S = Siege, OTS = Siege nach Verlängerung (Overtime) oder Penaltyschießen, OTN = Niederlagen nach Verlängerung oder Penaltyschießen, N = Niederlagen

Erläuterungen: Zwischenrundenqualifikant, Abstiegsrundenqualifikant

### Zwischenrunde

#### Gruppe E
| 30. April 2009 16:15 Uhr (Ortszeit) | Russland I. Nikulin (11:56) O. Saprykin (14:10) D. Kalinin (27:16) S. Mosjakin (50:07) W. Proschkin (57:38) D. Kalinin (64:04) | 6:5 n. V. (2:2, 1:1, 2:2, 1:0) Spielbericht | Schweden R. Wallin (2:53) A. Strålman (18:15) N. Persson (23:27) K. Huselius (49:45) K. Huselius (58:46) | PostFinance-Arena, Bern Zuschauer: 7.465 |

| 30. April 2009 20:15 Uhr | Schweiz A. Ambühl (58:29) | 1:2 n. P. (0:1, 0:0, 1:0, 0:0, 0:1) Spielbericht | Lettland M. Cipulis (15:30) A. Ņiživijs (PS) | PostFinance-Arena, Bern Zuschauer: 9.771 |

| 1. Mai 2009 20:15 Uhr | USA K. Okposo (4:02) D. Backes (10:38) R. Shannon (24:51) K. Ballard (27:29) P. O’Sullivan (30:31) J. Johnson (49:55) | 6:2 (2:0, 3:2, 1:0) Spielbericht | Frankreich Y. Treille (29:41) P.-É. Bellemare (31:47) | PostFinance-Arena, Bern Zuschauer: 4.213 |

| 2. Mai 2009 16:15 Uhr | Frankreich L. Tardif (51:38) | 1:7 (0:1, 0:2, 1:4) Spielbericht | Lettland A. Ņiživijs (7:29) M. Cipulis (21:19) L. Dārziņš (23:55) K. Skrastiņš (46:39) A. Jerofejevs (48:18) Ģ. Ankipāns (52:24) M. Cipulis (52:39) | PostFinance-Arena, Bern Zuschauer: 6.472 |

| 2. Mai 2009 20:15 Uhr | Russland O. Saprykin (5:01) A. Pereschogin (9:51) S. Mosjakin (17:06) A. Radulow (21:36) | 4:1 (3:1, 1:0, 0:0) Spielbericht | USA L. Stempniak (3:16) | PostFinance-Arena, Bern Zuschauer: 10.230 |

| 3. Mai 2009 16:15 Uhr | Schweiz R. Lemm (56:44) | 1:4 (0:1, 0:1, 1:2) Spielbericht | Schweden J. Oduya (5:47) J. Harju (24:59) L. Omark (46:41) J. Andersson (55:06) | PostFinance-Arena, Bern Zuschauer: 11.327 |

| 3. Mai 2009 20:15 Uhr | Lettland H. Vasiļjevs (36:05) | 1:6 (0:1, 1:3, 0:2) Spielbericht | Russland A. Kurjanow (11:43) A. Tereschtschenko (21:01) O. Twerdowski (23:04) A. Kurjanow (23:50) A. Frolow (43:38) O. Twerdowski (46:28) | PostFinance-Arena, Bern Zuschauer: 7.228 |

| 4. Mai 2009 16:15 Uhr | Schweden K. Huselius (1:33) M. Nilson (4:26) D. Tärnström (5:56) C. Gunnarsson (21:28) J. Oduya (30:55) K. Jönsson (45:40) | 6:3 (3:0, 2:3, 1:0) Spielbericht | Frankreich A. Lussier (23:21) P.-É. Bellemare (29:25) S. Treille (36:41) | PostFinance-Arena, Bern Zuschauer: 5.051 |

| 4. Mai 2009 20:15 Uhr | USA R. Hainsey (25:57) C. Higgins (35:08) R. Hainsey (39:48) | 3:4 n. V. (0:1, 3:1, 0:1, 0:1) Spielbericht | Schweiz A. Ambühl (9:42) R. Lemm (31:03) M. Plüss (49:42) R. Wick (60:13) | PostFinance-Arena, Bern Zuschauer: 10.317 |

| Pl. |            | Sp | S | OTS | OTN | N | Tore  | Punkte |
| 1.  | Russland   | 5  | 4 | 1   | 0   | 0 | 27:11 | 14     |
| 2.  | Schweden   | 5  | 2 | 1   | 2   | 0 | 23:18 | 10     |
| 3.  | USA        | 5  | 2 | 0   | 2   | 1 | 19:18 | 8      |
| 4.  | Lettland   | 5  | 1 | 2   | 0   | 2 | 15:14 | 7      |
| 5.  | Schweiz    | 5  | 1 | 1   | 1   | 2 | 09:13 | 6      |
| 6.  | Frankreich | 5  | 0 | 0   | 0   | 5 | 08:27 | 0      |

Abkürzungen: Pl. = Platz, Sp = Spiele, S = Siege, OTS = Siege nach Verlängerung (Overtime) oder Penaltyschießen, OTN = Niederlagen nach Verlängerung oder Penaltyschießen, N = Niederlagen

Erläuterungen: Viertelfinalqualifikant

#### Gruppe F
| 30. April 2009 16:15 Uhr | Belarus A. Uharau (22:45) M. Hrabouski (41:51) R. Salej (64:35) | 3:2 n. V. (0:1, 1:1, 1:0, 1:0) Spielbericht | Norwegen P. Thoresen (6:15) M. Trygg (20:38) | Arena Zürich-Kloten, Kloten Zuschauer: 3.374 |

| 30. April 2009 20:15 Uhr | Kanada S. Stamkos (7:20) S. Stamkos (13:40) S. Weber (17:05) D. Heatley (40:22) M. St. Louis (49:55) | 5:1 (3:0, 0:0, 2:1) Spielbericht | Tschechien A. Hemský (57:20) | Arena Zürich-Kloten, Kloten Zuschauer: 5.967 |

| 1. Mai 2009 20:15 Uhr | Finnland S. Kapanen (15:05) S. Kapanen (63:39) | 2:1 n. V. (1:0, 0:1, 0:0, 1:0) Spielbericht | Slowakei Ľ. Bartečko (22:01) | Arena Zürich-Kloten, Kloten Zuschauer: 4.444 |

| 2. Mai 2009 16:15 Uhr | Tschechien J. Jágr (6:35) J. Jágr (9:08) M. Blaťák (12:48) R. Červenka (15:25) A. Kotalík (25:07) R. Červenka (29:08) M. Michálek (30:12) P. Eliáš (38:14) | 8:0 (4:0, 4:0, 0:0) Spielbericht | Slowakei | Arena Zürich-Kloten, Kloten Zuschauer: 5.165 |

| 2. Mai 2009 20:15 Uhr | Finnland J. Niskala (33:22) | 1:2 n. P. (0:1, 1:0, 0:0, 0:0, 0:1) Spielbericht | Belarus S. Dsjamahin (0:05) A. Antonenka (PS) | Arena Zürich-Kloten, Kloten Zuschauer: 5.621 |

| 3. Mai 2009 16:15 Uhr | Norwegen M. Zuccarello Aasen (12:53) | 1:5 (1:3, 0:2, 0:0) Spielbericht | Kanada M. Lombardi (4:40) D. Hamhuis (17:08) S. Stamkos (18:03) J. Spezza (20:37) D. Doughty (32:07) | Arena Zürich-Kloten, Kloten Zuschauer: 4.023 |

| 3. Mai 2009 20:15 Uhr | Belarus | 0:3 (0:0, 0:2, 0:1) Spielbericht | Tschechien P. Čajánek (30:02) P. Eliáš (39:03) P. Čajánek (55:52) | Arena Zürich-Kloten, Kloten Zuschauer: 3.495 |

| 4. Mai 2009 16:15 Uhr | Slowakei Š. Ružička (7:22) P. Smrek (9:09) L. Nagy (62:07) | 3:2 n. V. (2:0, 0:1, 0:1, 1:0) Spielbericht | Norwegen A. Bastiansen (27:21) L. Lund (45:27) | Arena Zürich-Kloten, Kloten Zuschauer: 2.901 |

| 4. Mai 2009 20:15 Uhr | Kanada J. Spezza (16:02) D. Heatley (38:16) D. Heatley (49:20) | 3:4 n. P. (1:2, 1:1, 1:0, 0:0, 0:1) Spielbericht | Finnland T. Pihlman (4:02) A. Salmela (7:54) N. Kapanen (37:22) H. Hyvönen (PS) | Arena Zürich-Kloten, Kloten Zuschauer: 5.970 |

| Pl. |            | Sp | S | OTS | OTN | N | Tore  | Punkte |
| 1.  | Kanada     | 5  | 4 | 0   | 1   | 0 | 26:10 | 13     |
| 2.  | Finnland   | 5  | 2 | 2   | 1   | 0 | 16:09 | 11     |
| 3.  | Tschechien | 5  | 3 | 0   | 0   | 2 | 20:11 | 9      |
| 4.  | Belarus    | 5  | 0 | 3   | 0   | 2 | 08:13 | 6      |
| 5.  | Slowakei   | 5  | 0 | 1   | 2   | 2 | 08:21 | 4      |
| 6.  | Norwegen   | 5  | 0 | 0   | 2   | 3 | 07:21 | 2      |

Abkürzungen: Pl. = Platz, Sp = Spiele, S = Siege, OTS = Siege nach Verlängerung (Overtime) oder Penaltyschießen, OTN = Niederlagen nach Verlängerung oder Penaltyschießen, N = Niederlagen

Erläuterungen: Viertelfinalqualifikant

### Abstiegsrunde

#### Gruppe G
| 1. Mai 2009 16:15 Uhr (Ortszeit) | Deutschland C. Schubert (13:23) | 1:3 (1:1, 0:0, 0:2) Spielbericht | Dänemark M. Bødker (10:27) P. Regin (49:52) N. Hardt (53:27) | PostFinance-Arena, Bern Zuschauer: 4.241 |

| 1. Mai 2009 16:15 Uhr | Österreich T. Koch (19:13) T. Koch (20:43) O. Setzinger (23:56) T. Vanek (33:27) T. Koch (58:48) R. Kaspitz (59:36) | 6:0 (1:0, 3:0, 2:0) Spielbericht | Ungarn | Arena Zürich-Kloten, Kloten Zuschauer: 4.042 |

| 3. Mai 2009 12:15 Uhr | Deutschland | 0:1 (0:0, 0:1, 0:0) Spielbericht | Österreich T. Koch (27:41) | PostFinance-Arena, Bern Zuschauer: 3.828 |

| 3. Mai 2009 12:15 Uhr | Ungarn K. Palkovics (15:10) | 1:5 (1:0, 0:2, 0:3) Spielbericht | Dänemark K. Staal (28:34) M. Christensen (38:35) M. Green (48:25) M. Madsen (52:48) N. Hardt (55:19) | Arena Zürich-Kloten, Kloten Zuschauer: 3.672 |

| 4. Mai 2009 12:15 Uhr | Ungarn A. Horváth (17:09) | 1:2 (1:1, 0:1, 0:0) Spielbericht | Deutschland M. Müller (3:11) M. Bakos (33:23) | PostFinance-Arena, Bern Zuschauer: 3.497 |

| 4. Mai 2009 12:15 Uhr | Dänemark J. Jakobsen (15:14) M. Bødker (27:51) M. Christensen (45:46) K. Degn (51:10) M. Bødker (59:23) | 5:2 (1:2, 1:0, 3:0) Spielbericht | Österreich R. Kaspitz (0:48) O. Setzinger (2:30) | Arena Zürich-Kloten, Kloten Zuschauer: 2.798 |

| Pl. |             | Sp | S | OTS | OTN | N | Tore  | Punkte |
| 1.  | Dänemark    | 3  | 3 | 0   | 0   | 0 | 13:04 | 9      |
| 2.  | Österreich  | 3  | 2 | 0   | 0   | 1 | 09:05 | 6      |
| 3.  | Deutschland | 3  | 1 | 0   | 0   | 2 | 03:05 | 3      |
| 4.  | Ungarn      | 3  | 0 | 0   | 0   | 3 | 02:13 | 0      |

Abkürzungen: Pl. = Platz, Sp = Spiele, S = Siege, OTS = Siege nach Verlängerung (Overtime) oder Penaltyschießen, OTN = Niederlagen nach Verlängerung oder Penaltyschießen, N = Niederlagen

Erläuterungen: Absteiger in die Division I
Anmerkung: Deutschland konnte als Ausrichter der A-Weltmeisterschaft 2010 nicht in die Division I absteigen. Da Deutschland den dritten Rang belegte, stieg automatisch der Zweitplatzierte der Gruppe in die Division I ab.

### Finalrunde
|  | Viertelfinale | Viertelfinale | Viertelfinale |  |  | Halbfinale | Halbfinale | Halbfinale |  |  | Finale           | Finale           | Finale           |
|  |               |               |               |  |  |            |            |            |  |  |                  |                  |                  |
|  | E1            | Russland      | 4             |  |  |            |            |            |  |  |                  |                  |                  |
|  | F4            | Belarus       | 3             |  |  |            |            |            |  |  |                  |                  |                  |
|  |               |               |               |  |  | E1         | Russland   | 3          |  |  |                  |                  |                  |
|  |               |               |               |  |  | E3         | USA        | 2          |  |  |                  |                  |                  |
|  | F2            | Finnland      | 2             |  |  |            |            |            |  |  |                  |                  |                  |
|  | E3            | USA           | 3             |  |  |            |            |            |  |  |                  |                  |                  |
|  |               |               |               |  |  |            |            |            |  |  | E1               | Russland         | 2                |
|  |               |               |               |  |  |            |            |            |  |  | F1               | Kanada           | 1                |
|  | F1            | Kanada        | 4             |  |  |            |            |            |  |  |                  |                  |                  |
|  | E4            | Lettland      | 2             |  |  |            |            |            |  |  |                  |                  |                  |
|  |               |               |               |  |  | F1         | Kanada     | 3          |  |  |                  |                  |                  |
|  |               |               |               |  |  | E2         | Schweden   | 1          |  |  | Spiel um Platz 3 | Spiel um Platz 3 | Spiel um Platz 3 |
|  | E2            | Schweden      | 3             |  |  |            |            |            |  |  | E2               | Schweden         | 4                |
|  | F3            | Tschechien    | 1             |  |  |            |            |            |  |  | E3               | USA              | 2                |

#### Viertelfinale
| 6. Mai 2009 16:15 Uhr (Ortszeit) | Russland W. Proschkin (25:18) W. Atjuschow (36:39) A. Frolow (37:02) I. Kowaltschuk (47:22) | 4:3 (0:0, 3:3, 1:0) Spielbericht | Belarus K. Kalzou (22:39) A. Antonenka (33:52) R. Salej (39:22) | PostFinance-Arena, Bern Zuschauer: 8.337 |

| 6. Mai 2009 20:15 Uhr | Finnland N. Kapanen (20:57) H. Hyvönen (37:50) | 2:3 (0:0, 2:3, 0:0) Spielbericht | USA D. Brown (30:31) T. J. Oshie (32:11) R. Suter (34:19) | PostFinance-Arena, Bern Zuschauer: 9.334 |

| 7. Mai 2009 16:15 Uhr | Kanada D. Heatley (26:37) D. Hamhuis (34:03) S. Stamkos (37:47) M. Lombardi (43:07) | 4:2 (0:0, 3:1, 1:1) Spielbericht | Lettland G. Galviņš (37:30) H. Vasiļjevs (41:27) | PostFinance-Arena, Bern Zuschauer: 8.042 |

| 7. Mai 2009 20:15 Uhr | Schweden M. Weinhandl (23:53) D. Tärnström (38:49) K. Jönsson (57:46) | 3:1 (0:0, 2:0, 1:1) Spielbericht | Tschechien P. Čajánek (48:48) | PostFinance-Arena, Bern Zuschauer: 10.415 |

#### Halbfinale
| 8. Mai 2009 16:15 Uhr | Russland I. Kowaltschuk (31:20) A. Frolow (34:25) K. Gorowikow (58:13) | 3:2 (0:0, 2:2, 1:0) Spielbericht | USA D. Brown (23:46) K. Okposo (38:03) | PostFinance-Arena, Bern Zuschauer: 11.057 |

| 8. Mai 2009 20:15 Uhr | Kanada D. Roy (6:51) S. Horcoff (29:53) D. Roy (30:38) | 3:1 (1:0, 2:0, 0:1) Spielbericht | Schweden L. Eriksson (46:14) | PostFinance-Arena, Bern Zuschauer: 11.477 |

#### Spiel um Platz 3
| 10. Mai 2009 16:00 Uhr | Schweden L. Eriksson (33:24) T. Mårtensson (35:57) C. Gunnarsson (49:00) J. Oduya (59:59) | 4:2 (0:0, 2:1, 2:1) Spielbericht | USA J. Johnson (25:14) J. Pavelski (42:15) | PostFinance-Arena, Bern Zuschauer: 11.249 |

#### Finale
| 10. Mai 2009 20:30 Uhr | Russland O. Saprykin (12:59) A. Radulow (34:30) | 2:1 (1:1, 1:0, 0:0) Spielbericht | Kanada J. Spezza (5:37) | PostFinance-Arena, Bern Zuschauer: 11.454 |

### Statistik

#### Beste Scorer
Abkürzungen: Sp = Spiele, T = Tore, V = Vorlagen, Pkt = Punkte, +/- = Plus/Minus, SM = Strafminuten; Fett: Turnierbestwert
| Spieler           | Team       | Sp | T | V  | Pkt | +/− | SM |
| ----------------- | ---------- | -- | - | -- | --- | --- | -- |
| Martin St. Louis  | Kanada     | 9  | 4 | 11 | 15  | +8  | 2  |
| Ilja Kowaltschuk  | Russland   | 9  | 5 | 9  | 14  | +8  | 4  |
| Mattias Weinhandl | Schweden   | 9  | 5 | 7  | 12  | +1  | 8  |
| Shea Weber        | Kanada     | 9  | 4 | 8  | 11  | +5  | 6  |
| Jason Spezza      | Kanada     | 9  | 7 | 4  | 11  | +4  | 2  |
| Steven Stamkos    | Kanada     | 9  | 7 | 4  | 11  | +9  | 6  |
| Niko Kapanen      | Finnland   | 7  | 7 | 3  | 10  | +1  | 2  |
| Dany Heatley      | Kanada     | 9  | 6 | 4  | 10  | +3  | 8  |
| Petr Čajánek      | Tschechien | 7  | 5 | 5  | 10  | +7  | 10 |
| Alexander Radulow | Russland   | 9  | 4 | 6  | 10  | +7  | 10 |

#### Beste Torhüter
Abkürzungen: Sp = Spiele, Min = Eiszeit (in Minuten), GT = Gegentore, SO = Shutouts, GAA = Gegentorschnitt, Sv% = Fangquote; Fett: Turnierbestwert
| Spieler          | Team     | Sp | Min    | GT | SO | GAA  | Sv%   |
| ---------------- | -------- | -- | ------ | -- | -- | ---- | ----- |
| Chris Mason      | Kanada   | 4  | 240:00 | 4  | 1  | 1,00 | 96,49 |
| Andrej Mesin     | Belarus  | 5  | 314:05 | 9  | 0  | 1,72 | 94,77 |
| Dwayne Roloson   | Kanada   | 5  | 303:52 | 11 | 0  | 2,17 | 93,04 |
| Ilja Brysgalow   | Russland | 7  | 404:04 | 14 | 1  | 2,08 | 92,93 |
| Edgars Masaļskis | Lettland | 7  | 426:26 | 18 | 1  | 2,53 | 92,83 |

### Abschlussplatzierungen
Die Platzierungen ergeben sich nach folgenden Kriterien:
- Plätze 1 bis 4: Ergebnisse im Finale sowie im Spiel um Platz 3
- Plätze 5 bis 8 (Verlierer der Viertelfinalpartien): nach Platzierung – dann Punkten, dann Tordifferenz in der Zwischenrunde
- Plätze 9 bis 12 (5. und 6. in der Zwischenrunde): nach Platzierung – dann Punkten, dann Tordifferenz in der Zwischenrunde
- Plätze 13 bis 16 (Abstiegsrunde): nach Platzierung in der Abstiegsrunde

| RF | Team        |
| -- | ----------- |
| 1  | Russland    |
| 2  | Kanada      |
| 3  | Schweden    |
| 4  | USA         |
| 5  | Finnland    |
| 6  | Tschechien  |
| 7  | Lettland    |
| 8  | Belarus     |
| 9  | Schweiz     |
| 10 | Slowakei    |
| 11 | Norwegen    |
| 12 | Frankreich  |
| 13 | Dänemark    |
| 14 | Österreich  |
| 15 | Deutschland |
| 16 | Ungarn      |

### Titel, Auf- und Abstieg
| Weltmeister Russland | Witali Atjuschow, Ilja Brysgalow, Alexander Frolow, Konstantin Gorowikow, Denis Grebeschkow, Alexander Jerjomenko, Dmitri Kalinin, Konstantin Kornejew, Wassili Koschetschkin, Ilja Kowaltschuk, Anton Kurjanow, Alexei Morosow, Sergei Mosjakin, Ilja Nikulin, Alexander Pereschogin, Witali Proschkin, Alexander Radulow, Oleg Saprykin, Danis Saripow, Nikolai Scherdew, Sergei Sinowjew, Alexei Tereschtschenko, Oleg Twerdowski, Witali Wischnewski, Anton Woltschenkow Trainer: Wjatscheslaw Bykow |

| Silber Kanada | Colby Armstrong, Braydon Coburn, Shane Doan, Drew Doughty, Mike Fisher, Dan Hamhuis, Josh Harding, Dany Heatley, Shawn Horcoff, Joel Kwiatkowski, Matthew Lombardi, Chris Mason, James Neal, Chris Phillips, Dwayne Roloson, Derek Roy, Martin St. Louis, Luke Schenn, Jason Spezza, Steven Stamkos, Scottie Upshall, Marc-Édouard Vlasic, Shea Weber, Ian White, Travis Zajac Trainer: Lindy Ruff |

| Bronze Schweden | Johan Åkerman, Johan Andersson, Patrik Berglund, Tobias Enström, Loui Eriksson, Nicklas Grossmann, Carl Gunnarsson, Jonas Gustavsson, Johan Harju, Johan Holmqvist, Kristian Huselius, Magnus Johansson, Kenny Jönsson, Stefan Liv, Joel Lundqvist, Tony Mårtensson, Marcus Nilson, Johnny Oduya, Linus Omark, Niklas Persson, Anton Strålman, Dick Tärnström, Martin Thörnberg, Rickard Wallin, Mattias Weinhandl Trainer: Bengt-Åke Gustafsson |

| Absteiger in die Division I:    | Österreich, Ungarn  |
| Aufsteiger in die Top Division: | Italien, Kasachstan |

### Auszeichnungen
Spielertrophäen

| Auszeichnung         | Spieler          | Team     |
| -------------------- | ---------------- | -------- |
| Wertvollster Spieler | Ilja Kowaltschuk | Russland |
| Bester Torhüter      | Andrej Mesin     | Belarus  |
| Bester Verteidiger   | Shea Weber       | Kanada   |
| Bester Stürmer       | Ilja Kowaltschuk | Russland |

All-Star Team

| Angriff:      | Ilja Kowaltschuk – Steven Stamkos – Martin St. Louis |
| Verteidigung: | Shea Weber – Kenny Jönsson                           |
| Tor:          | Andrej Mesin                                         |

## Division I

### Gruppe A in Vilnius, Litauen
Das Weltmeisterschaftsturnier der Gruppe A der Division I fand vom 11. bis zum 17. April 2009 in Litauens Hauptstadt Vilnius statt. Die Spiele wurden in der Siemens Arena ausgetragen, die bei Eishockeyspielen Platz für 8.750 Zuschauer bietet. Kasachstan gelang mit fünf Siegen aus fünf Spielen, darunter ein 2:1-Erfolg gegen den direkten Konkurrenten und Vorjahresabsteiger Slowenien, drei Jahre nach dem Abstieg aus der Top-Division die Rückkehr in die Eliteklasse. Aufsteiger Australien beendete seinen ersten Ausflug in die Division I punktlos als Tabellenletzter und musste den umgehenden Wiederabstieg hinnehmen. Insgesamt besuchten 44.700 Zuschauer die 15 Spiele.
Als bester Torhüter des Turniers wurde der Slowene Andrej Hočevar ausgezeichnet, zum besten Verteidiger wurde der gebürtige Kanadier und für Japan spielende Aaron Keller ernannt sowie Wadim Krasnoslobodzew aus Kasachstan als bester Stürmer geehrt.
| 11. April 2009 13:00 Uhr (Ortszeit) | Kroatien K. Švigir (4:49) | 1:7 (1:1, 0:4, 0:2) Spielbericht | Japan S. Satō (12:44) Y. Iimura (21:54) T. Saitō (33:48) T. Suzuki (35:20) D. Obara (39:57) T. Saitō (45:32) S. Satō (51:40) | Siemens Arena, Vilnius Zuschauer: 300 |

| 11. April 2009 16:30 Uhr | Australien | 0:6 (0:3, 0:3, 0:0) Spielbericht | Slowenien A. Hebar (00:35) M. Šivic (11:59) S. Kovačevič (16:02) M. Hočevar (25:20) T. Razingar (26:06) M. Šivic (28:54) | Siemens Arena, Vilnius Zuschauer: 1.000 |

| 11. April 2009 20:00 Uhr | Litauen D. Kumeliauskas (46:25) | 1:5 (0:2, 0:1, 1:2) Spielbericht | Kasachstan S. Jakowenko (02:37) J. Rymarew (3:57) I. Solarjow (25:29) R. Sawtschenko (53:14) A. Koreschkow (54:29) | Siemens Arena, Vilnius Zuschauer: 7.300 |

| 12. April 2009 13:00 Uhr | Japan S. Kuji (5:32) T. Saitō (18:51) S. Satō (19:44) D. Obara (28:48) M. Nishiwaki (29:19) T. Saitō (35:35) M. Kawashima (57:15) | 7:1 (3:0, 3:1, 1:0) Spielbericht | Australien J. Seymour (37:28) | Siemens Arena, Vilnius Zuschauer: 250 |

| 12. April 2009 16:30 Uhr | Kasachstan A. Samochwalow (7:06) J. Rymarew (7:44) A. Gawrilin (11:46) J. Masunin (25:06) R. Startschenko (32:41) R. Startschenko (36:08) | 6:1 (3:0, 3:1, 0:0) Spielbericht | Kroatien M. Mlađenović (34:57) | Siemens Arena, Vilnius Zuschauer: 1.200 |

| 12. April 2009 20:00 Uhr | Slowenien J. Milovanovič (24:47) M. Hočevar (27:48) M. Šivic (32:46) M. Robar (38:42) D. Rodman (43:24) M. Šivic (46:49) T. Razingar (51:39) A. Hebar (58:40) | 8:2 (0:0, 4:0, 4:2) Spielbericht | Litauen A. Katulis (40:33) A. Bosas (56:37) | Siemens Arena, Vilnius Zuschauer: 5.400 |

| 14. April 2009 13:00 Uhr | Kasachstan A. Woronzow (18:36) A. Gawrilin (30:46) J. Rymarew (57:03) | 3:1 (1:0, 1:1, 1:0) Spielbericht | Japan T. Saitō (27:32) | Siemens Arena, Vilnius Zuschauer: 300 |

| 14. April 2009 16:30 Uhr | Slowenien T. Razingar (17:28) J. Milovanovič (34:08) T. Razingar (41:30) M. Robar (44:15) | 4:2 (1:0, 1:2, 2:0) Spielbericht | Kroatien N. Trstenjak (22:31) D. Jakovac (23:00) | Siemens Arena, Vilnius Zuschauer: 600 |

| 14. April 2009 20:00 Uhr | Australien V. Stransky (32:24) R. Franchini (51:49) D. Upton (56:48) | 3:9 (0:5, 1:2, 2:2) Spielbericht | Litauen Š. Kuliešius (4:12) S. Ivanuskin (07:49) Š. Kuliešius (13:17) A. Katulis (14:10) D. Lelėnas (15:06) S. Ivanuskin (31:15) D. Kumeliauskas (39:11) P. Verenis (45:08) A. Katulis (49:07) | Siemens Arena, Vilnius Zuschauer: 6.400 |

| 15. April 2009 13:00 Uhr | Japan A. Keller (23:05) | 1:2 (0:1, 1:1, 0:0) Spielbericht | Slowenien A. Hebar (05:59) A. Mušič (24:04) | Siemens Arena, Vilnius Zuschauer: 300 |

| 15. April 2009 16:30 Uhr | Kasachstan R. Sawtschenko (3:51) J. Rymarew (4:35) W. Krasnoslobodzew (7:29) R. Startschenko (12:47) M. Beljajew (19:34) A. Woronzow (36:46) J. Rymarew (39:50) A. Gawrilin (40:27) M. Beljajew (50:11) W. Krasnoslobodzew (52:26) R. Startschenko (53:51) W. Krasnoslobodzew (55:38) M. Beljajew (56:46) | 13:2 (5:0, 2:0, 6:2) Spielbericht | Australien M. Villani (46:59) D. Upton (55:00) | Siemens Arena, Vilnius Zuschauer: 400 |

| 15. April 2009 20:00 Uhr | Litauen Š. Kuliešius (3:45) D. Vaiciukevičius (13:57) P. Nausėda (30:47) D. Lelėnas (42:50) D. Lelėnas (53:59) M. Šlikas (59:24) D. Lelėnas (59:59) | 7:2 (2:1, 1:0, 4:1) Spielbericht | Kroatien D. Kanaet (7:53) B. Rendulić (57:37) | Siemens Arena, Vilnius Zuschauer: 7.400 |

| 17. April 2009 13:00 Uhr | Kroatien V. Žibret (12:04) V. Žibret (20:16) V. Žibret (34:13) J. Kučera (52:44) M. Mlađenović (54:02) | 5:1 (1:0, 2:1, 2:0) Spielbericht | Australien R. Starke (39:35) | Siemens Arena, Vilnius Zuschauer: 350 |

| 17. April 2009 16:30 Uhr | Slowenien M. Šivic (56:11) | 1:2 (0:1, 0:1, 1:0) Spielbericht | Kasachstan I. Solarjow (8:24) I. Solarjow (29:56) | Siemens Arena, Vilnius Zuschauer: 4.800 |

| 17. April 2009 20:00 Uhr | Japan T. Kamino (6:40) S. Kuji (26:47) M. Kawashima (33:38) D. Obara (36:22) T. Saitō (48:03) | 5:1 (1:0, 3:1, 1:0) Spielbericht | Litauen P. Verenis (38:09) | Siemens Arena, Vilnius Zuschauer: 8.700 |

| Pl. |            | Sp | S | OTS | OTN | N | Tore  | Punkte |
| --- | ---------- | -- | - | --- | --- | - | ----- | ------ |
| 1.  | Kasachstan | 5  | 5 | 0   | 0   | 0 | 29:06 | 15     |
| 2.  | Slowenien  | 5  | 4 | 0   | 0   | 1 | 21:07 | 12     |
| 3.  | Japan      | 5  | 3 | 0   | 0   | 2 | 21:08 | 9      |
| 4.  | Litauen    | 5  | 2 | 0   | 0   | 3 | 20:23 | 6      |
| 5.  | Kroatien   | 5  | 1 | 0   | 0   | 4 | 11:25 | 3      |
| 6.  | Australien | 5  | 0 | 0   | 0   | 5 | 07:40 | 0      |

Abkürzungen: Pl. = Platz, Sp = Spiele, S = Siege, OTS = Siege nach Verlängerung (Overtime) oder Penaltyschießen, OTN = Niederlagen nach Verlängerung oder Penaltyschießen, N = Niederlagen

Erläuterungen: Aufsteiger in die Top-Division, Absteiger in die Division II

#### Division-I-Siegermannschaft
| Division-I-Aufsteiger Kasachstan | Sergei Alexandrow, Wladimir Antipin, Maxim Beljajew, Jewgeni Fadejew, Andrei Gawrilin, Sergei Jakowenko, Wladislaw Kolesnikow, Alexander Koreschkow, Wadim Krasnoslobodzew, Alexei Kusnezow Artemi Lakisa, Jewgeni Masunin, Georgi Petrow, Iwan Poloschkow, Jewgeni Rymarew, Andrei Samochwalow, Roman Sawtschenko, Alexander Schin, Ilja Solarjow, Andrei Spiridonow, Roman Startschenko, Alexei Woronzow Trainer: Andrei Schajanow |

### Gruppe B in Toruń, Polen
Das Turnier der Gruppe B in der Division I wurde vom 11. bis 17. April 2009 im polnischen Toruń ausgetragen. Alle Spiele des Turniers wurden in der Arena Lodowisko Tor-Tor ausgetragen, in der 3.200 Zuschauer Platz finden.
Als bester Torhüter des Turniers wurde der Italiener Thomas Tragust ausgezeichnet, zum besten Verteidiger wurde der gebürtige Kanadier und für Italien spielende Trevor Johnson ernannt sowie Andrij Michnow aus der Ukraine als bester Stürmer geehrt. Das All-Star-Team setzte sich, neben Tragust als Torwart und Johnson als Abwehrspieler, aus dem polnischen Verteidiger Adam Borzęcki sowie dem italienischen Stürmer Roland Ramoser, dem ukrainischen Angreifer Oleh Schafarenko  und dem Polen Mikołaj Łopuski zusammen.
| 11. April 2009 13:00 Uhr (Ortszeit) | Großbritannien D. Clarke (28:43) D. Meyers (48:41) | 2:4 (0:0, 1:1, 1:3) Spielbericht | Ukraine O. Schafarenko (38:46) W. Lytwynenko (47:51) S. Warlamow (56:33) W. Lytwynenko (57:49) | Lodowisko Tor-Tor, Toruń Zuschauer: 508 |

| 11. April 2009 16:30 Uhr | Rumänien | 0:11 (0:5, 0:4, 0:2) Spielbericht | Italien J. Parco (2:05) L. Ansoldi (9:12) G. De Bettin (9:48) S. Margoni (11:23) R. Ramoser (11:56) S. Zisser (27:44) P. Iannone (30:51) R. Ramoser (37:20) S. Zisser (38:15) J. Parco (47:44) M. Souza (49:59) | Lodowisko Tor-Tor, Toruń Zuschauer: 403 |

| 11. April 2009 16:30 Uhr | Niederlande A. Ramoul (30:46) | 1:3 (0:1, 1:1, 0:1) Spielbericht | Polen M. Urbanowicz (3:07) T. Malasiński (37:56) M. Łopuski (42:28) | Lodowisko Tor-Tor, Toruń Zuschauer: 2.995 |

| 13. April 2009 13:00 Uhr | Italien T. Johnson (9:37) S. Marchetti (10:52) D. Iori (19:33) S. Margoni (29:58) P. Iannone (34:12) | 5:2 (3:0, 2:1, 0:1) Spielbericht | Großbritannien C. Shields (38:55) R. Dowd (46:00) | Lodowisko Tor-Tor, Toruń Zuschauer: 709 |

| 13. April 2009 16:30 Uhr | Ukraine O. Tymtschenko (5:52) S. Klymentjew (31:16) O. Schafarenko (34:06) A. Srjubko (36:55) O. Schafarenko (45:45) | 5:1 (1:0, 3:0, 1:1) Spielbericht | Niederlande J. Schaafsma (48:14) | Lodowisko Tor-Tor, Toruń Zuschauer: 709 |

| 13. April 2009 20:00 Uhr | Polen M. Łopuski (2:06) M. Kolusz (17:18) M. Kolusz (31:06) M. Kolusz (33:59) M. Łopuski (35:49) S. Kowalówka (37:11) T. Malasiński (55:14) | 7:0 (2:0, 4:0, 1:0) Spielbericht | Rumänien | Lodowisko Tor-Tor, Toruń Zuschauer: 2.611 |

| 14. April 2009 13:00 Uhr | Italien T. Johnson (1:53) T. Johnson (8:39) N. Fontanive (11:33) M. De Toni (44:27) | 4:0 (3:0, 0:0, 1:0) Spielbericht | Niederlande | Lodowisko Tor-Tor, Toruń Zuschauer: 402 |

| 14. April 2009 16:30 Uhr | Rumänien | 0:8 (0:0, 0:3, 0:5) Spielbericht | Großbritannien G. Chambers (23:30) J. Weaver (30:42) C. Shields (39:16) M. Myers (44:11) D. Phillips (50:12) B. O’Connor (52:24) D. Clarke (58:47) D. Clarke (59:23) | Lodowisko Tor-Tor, Toruń Zuschauer: 532 |

| 14. April 2009 20:00 Uhr | Ukraine A. Srjubko (13:29) S. Warlamow (PS) | 2:1 n. P. (1:1, 0:0, 0:0, 0:0, 1:0) Spielbericht | Polen A. Borzęcki (6:27) | Lodowisko Tor-Tor, Toruń Zuschauer: 3.215 |

| 16. April 2009 13:00 Uhr | Großbritannien P. Hill (8:34) D. Longstaff (15:41) A. Tait (17:26) | 3:2 (3:0, 0:1, 0:1) Spielbericht | Niederlande J. Schaafsma (22:54) J. Schaafsma (57:28) | Lodowisko Tor-Tor, Toruń Zuschauer: 694 |

| 16. April 2009 16:30 Uhr | Ukraine O. Tymtschenko (2:40) A. Hnidenko (5:41) D. Zyrul (31:33) A. Michnow (36:53) S. Klymentjew (39:50) O. Schafarenko (46:29) S. Chartschenko (55:56) | 7:0 (2:0, 3:0, 2:0) Spielbericht | Rumänien | Lodowisko Tor-Tor, Toruń Zuschauer: 452 |

| 16. April 2009 20:00 Uhr | Polen M. Łopuski (8:23) M. Kolusz (57:53) | 2:4 (1:0, 0:2, 1:2) Spielbericht | Italien C. Borgatello (23:04) R. Ramoser (37:31) R. Ramoser (55:10) N. Fontanive (57:19) | Lodowisko Tor-Tor, Toruń Zuschauer: 3.248 |

| 17. April 2009 13:00 Uhr | Niederlande T. Demelinne (18:10) B. Willemse (32:41) J. Schaafsma (33:32) J. Schaafsma (46:51) M. Korthuis (49:51) | 5:1 (1:0, 2:0, 2:1) Spielbericht | Rumänien T. Becze (48:50) | Lodowisko Tor-Tor, Toruń Zuschauer: 406 |

| 17. April 2009 16:30 Uhr | Italien R. Ramoser (34:01) N. Fontanive (58:36) | 2:0 (0:0, 1:0, 1:0) Spielbericht | Ukraine | Lodowisko Tor-Tor, Toruń Zuschauer: 1.118 |

| 17. April 2009 20:00 Uhr | Polen M. Łopuski (44:08) | 1:2 n. V. (0:0, 0:1, 1:0, 0:1) Spielbericht | Großbritannien D. Longstaff (30:58) A. Tait (61:54) | Lodowisko Tor-Tor, Toruń Zuschauer: 2.704 |

| Pl. |                | Sp | S | OTS | OTN | N | Tore  | Punkte |
| --- | -------------- | -- | - | --- | --- | - | ----- | ------ |
| 1.  | Italien        | 5  | 5 | 0   | 0   | 0 | 26:04 | 15     |
| 2.  | Ukraine        | 5  | 3 | 1   | 0   | 1 | 18:06 | 11     |
| 3.  | Großbritannien | 5  | 2 | 1   | 0   | 2 | 17:12 | 8      |
| 4.  | Polen          | 5  | 2 | 0   | 2   | 1 | 14:09 | 8      |
| 5.  | Niederlande    | 5  | 1 | 0   | 0   | 4 | 09:16 | 3      |
| 6.  | Rumänien       | 5  | 0 | 0   | 0   | 5 | 01:38 | 0      |

Abkürzungen: Pl. = Platz, Sp = Spiele, S = Siege, OTS = Siege nach Verlängerung (Overtime) oder Penaltyschießen, OTN = Niederlagen nach Verlängerung oder Penaltyschießen, N = Niederlagen

Erläuterungen: Aufsteiger in die Top-Division, Absteiger in die Division II

#### Division-I-Siegermannschaft
| Division-I-Aufsteiger Italien | Luca Ansoldi, Giorgio De Bettin, Christian Borgatello, Luca Felicetti, Nicola Fontanive, Steve Gallace, Armin Helfer, Armin Hofer, Patrick Iannone, Diego Iori, Trevor Johnson, Stefano Marchetti, Stefano Margoni, John Parco, Thomas Pichler, Roland Ramoser, Adam Russo, Mike Souza, Michele Strazzabosco, Manuel De Toni, Thomas Tragust, Stefan Zisser Trainer: Rick Cornacchia |

### Auf- und Abstieg
| Absteiger aus der Top-Division: | Österreich, Ungarn   |
| Aufsteiger in die Top-Division: | Italien, Kasachstan  |
| Absteiger in die Division II:   | Australien, Rumänien |
| Aufsteiger aus der Division II: | Serbien, Südkorea    |

## Division II

### Gruppe A in Novi Sad, Serbien
Das Weltmeisterschaftsturnier der Gruppe A der Division II fanden vom 7. bis zum 13. April 2009 in Novi Sad in Serbien statt. Alle Spiele fanden in der Eishalle des Sportzentrums SPENS statt, in der bis zu 3.000 Zuschauer Platz finden.
| 7. April 2009 13:30 Uhr (Ortszeit) | Volksrepublik China Fu N. (17:49) Du C. (42:45) Zhang W. (64:30) | 3:2 n. V. (1:1, 0:0, 1:1, 1:0) Spielbericht | Island G. Þormóðsson (10:50) E. Þormóðsson (58:17) | Ledena dvorana SPENS, Novi Sad Zuschauer: 100 |

| 7. April 2009 17:00 Uhr | Nordkorea Kim M.-c. (3:33) | 1:2 (1:1, 0:1, 0:0) Spielbericht | Israel D. Spivak (1:55) S. Frenkel (22:32) | Ledena dvorana SPENS, Novi Sad Zuschauer: 40 |

| 7. April 2009 20:30 Uhr | Serbien B. Janković (8:48) M. Kovačević (39:42) B. Janković (42:55) M. Kovačević (51:34) M.-A. Fournier (PS) | 5:4 n. P. (1:0, 1:4, 2:0, 0:0, 1:0) Spielbericht | Estland O. Sildre (21:02) M. Semjonov (32:41) M. Semjonov (35:11) A. Kuznetsov (36:10) | Ledena dvorana SPENS, Novi Sad Zuschauer: 1.000 |

| 8. April 2009 13:30 Uhr | Island E. Alengård (18:04) B. Jakobsson (25:22) A. Mikaelsson (49:27) | 3:2 (1:2, 1:0, 1:0) Spielbericht | Nordkorea Om S.-c. (10:23) Om S.-c. (12:53) | Ledena dvorana SPENS, Novi Sad Zuschauer: 20 |

| 8. April 2009 17:00 Uhr | Estland O. Sildre (4:04) M. Semjonov (7:17) M. Ivanov (7:47) K. Kaljuste (8:27) V. Titarenko (12:22) A. Petrov (14:03) A. Jastrebov (23:10) A. Petrov (25:10) A. Nekrassov (25:47) M. Semjonov (27:00) V. Titarenko (33:03) A. Petrov (36:51) D. Suur (39:50) M. Ivanov (49:25) A. Petrov (50:08) A. Sibirtsev (59:52) | 16:2 (6:1, 7:1, 3:0) Spielbericht | Israel S. Frenkel (9:47) N. Butbull (38:30) | Ledena dvorana SPENS, Novi Sad Zuschauer: 100 |

| 8. April 2009 20:30 Uhr | Volksrepublik China Wang D. (5:07) Fu N. (12:42) Du C. (23:58) | 3:5 (2:1, 1:3, 0:1) Spielbericht | Serbien M. Kovačević (5:43) B. Gabrić (21:14) M. Kovačević (26:45) C. Prokec (30:23) F. Perowne (57:06) | Ledena dvorana SPENS, Novi Sad Zuschauer: 450 |

| 10. April 2009 13:30 Uhr | Volksrepublik China Lang B. (7:06) Liu H. (10:50) Fu N. (21:14) Dong L. (28:03) Fu N. (33:57) Meng Q. (37:04) Liu H. (52:04) | 7:5 (2:1, 4:1, 1:3) Spielbericht | Nordkorea Ri S.-g. (8:04) Ri C.-m. (34:42) Ri C.-m. (42:18) Ku S.-m. (46:40) Kim K.-h. (47:14) | Ledena dvorana SPENS, Novi Sad Zuschauer: unbekannt |

| 10. April 2009 17:00 Uhr | Estland A. Sibirtsev (6:57) V. Titarenko (9:43) K. Kolpakov (13:22) V. Titarenko (14:39) A. Jastrebov (21:39) A. Sibirtsev (26:31) V. Titarenko (35:04) M. Ivanov (37:42) V. Titarenko (39:00) A. Sibirtsev (41:06) A. Ossipov (44:12) D. Konõšev (45:54) A. Petrov (47:57) A. Smetanin (51:31) A. Petrov (57:16) A. Petrov (58:08) | 16:1 (4:1, 5:0, 7:0) Spielbericht | Island S. Grettisson (4:46) | Ledena dvorana SPENS, Novi Sad Zuschauer: 25 |

| 10. April 2009 20:30 Uhr | Serbien M.-A. Fournier (4:49) D. Jacob (7:46) B. Gabrić (11:15) B. Mamić (15:38) M. Babić (26:26) F. Perowne (28:09) A. Košić (31:51) B. Mamić (36:50) M. Babić (39:22) B. Mamić (46:10) M. Babić (55:30) M. Kovačević (57:08) | 12:1 (4:0, 5:0, 3:1) Spielbericht | Israel A. Geller (47:56) | Ledena dvorana SPENS, Novi Sad Zuschauer: 1.000 |

| 11. April 2009 13:30 Uhr | Nordkorea Ju S.-h. (12:24) | 1:16 (1:5, 0:5, 0:6) Spielbericht | Estland D. Konõšev (3:49) A. Petrov (4:32) O. Sildre (11:38) A. Nekrassov (12:48) D. Konõšev (18:34) K. Kolpakov (21:17) D. Suur (24:19) D. Konõšev (28:12) K. Karik (34:23) A. Kuznetsov (38:01) K. Kaljuste (42:22) O. Sildre (44:44) V. Titarenko (45:12) M. Ivanov (51:29) A. Petrov (57:03) V. Titarenko (59:39) | Ledena dvorana SPENS, Novi Sad Zuschauer: unbekannt |

| 11. April 2009 17:00 Uhr | Israel S. Frenkel (4:47) | 1:5 (1:0, 0:3, 0:2) Spielbericht | Volksrepublik China Chen L. (27:27) Liu H. (32:05) Wang X. (37:40) Fu N. (46:05) Wang X. (47:15) | Ledena dvorana SPENS, Novi Sad Zuschauer: 100 |

| 11. April 2009 20:30 Uhr | Island R. Hedström (27:27) | 1:6 (0:3, 1:1, 0:2) Spielbericht | Serbien M.-A. Fournier (15:00) M. Kovačević (18:56) F. Perowne (19:59) M. Kovačević (27:42) M.-A. Fournier (55:57) B. Mamić (57:19) | Ledena dvorana SPENS, Novi Sad Zuschauer: 730 |

| 13. April 2009 13:30 Uhr | Estland A. Jastrebov (9:27) K. Kaljuste (18:56) O. Sildre (25:03) D. Suur (25:51) M. Ivanov (26:03) A. Nekrassov (26:21) V. Titarenko (27:14) A. Kuznetsov (29:05) K. Kaljuste (30:41) A. Jastrebov (31:34) A. Nekrassov (37:33) D. Konõšev (41:37) A. Kuznetsov (47:49) A. Kuznetsov (48:17) K. Kaljuste (50:07) A. Sibirtsev (53:02) | 16:3 (2:0, 9:1, 5:2) Spielbericht | Volksrepublik China Cui Z. (29:22) Fu N. (50:32) Liu H. (59:36) | Ledena dvorana SPENS, Novi Sad Zuschauer: 100 |

| 13. April 2009 17:00 Uhr | Israel E. Oosterhuis (35:00) S. Frenkel (47:23) E. Revniaga (54:49) | 3:4 (0:2, 1:1, 2:1) Spielbericht | Island E. Alengård (2:08) S. Hrafnsson (11:39) E. Þormóðsson (22:04) S. Grettisson (47:23) | Ledena dvorana SPENS, Novi Sad Zuschauer: 20 |

| 13. April 2009 20:30 Uhr | Serbien B. Janković (1:13) F. Perowne (7:28) M. Babić (8:19) B. Janković (11:01) F. Perowne (16:25) A. Košić (17:19) A. Košić (18:02) M. Sretović (19:06) M. Kovačević (27:55) B. Gabrić (32:21) F. Mirković (44:22) B. Gabrić (48:55) | 12:2 (8:0, 2:2, 2:0) Spielbericht | Nordkorea Mun C. (20:16) Mun C. (34:59) | Ledena dvorana SPENS, Novi Sad Zuschauer: 1.300 |

| Pl. |                     | Sp | S | OTS | OTN | N | Tore  | Punkte |
| --- | ------------------- | -- | - | --- | --- | - | ----- | ------ |
| 1.  | Serbien             | 5  | 4 | 1   | 0   | 0 | 40:11 | 14     |
| 2.  | Estland             | 5  | 4 | 0   | 1   | 0 | 68:12 | 13     |
| 3.  | Volksrepublik China | 5  | 2 | 1   | 0   | 2 | 21:29 | 8      |
| 4.  | Island              | 5  | 2 | 0   | 1   | 2 | 11:30 | 7      |
| 5.  | Israel              | 5  | 1 | 0   | 0   | 4 | 09:38 | 3      |
| 6.  | Nordkorea           | 5  | 0 | 0   | 0   | 5 | 11:40 | 0      |

Abkürzungen: Pl. = Platz, Sp = Spiele, S = Siege, OTS = Siege nach Verlängerung (Overtime) oder Penaltyschießen, OTN = Niederlagen nach Verlängerung oder Penaltyschießen, N = Niederlagen

Erläuterungen: Aufsteiger in die Division I, Absteiger in die Division III

#### Division-II-Siegermannschaft
| Division-II-Aufsteiger Serbien | Fedor Aranicki, Miloš Babić, Uroš Brestovać, Marc-André Fournier, Boris Gabrić, Stefan Ilić, Daniel Jacob, Bogdan Janković, Bojan Janković, Aleksandar Košić, Marko Kovačević, Milan Luković, Branko Mamić, Marko Milovanović, Filip Mirković, Dejan Pajić, Fred Perowne, Čaba Prokec, Marko Prokić, Goran Ristić, Marko Sretović, Ivan Tumbas Trainer: Dave Hyrsky |

### Gruppe B in Sofia, Bulgarien
Vom 6. bis zum 12. April 2009 wurde das Weltmeisterschaftsturnier der Gruppe B der Division II in der bulgarischen Hauptstadt Sofia ausgetragen. Alle Spiele fanden im 4.600 Zuschauer fassenden Wintersportpalast statt.
| 6. April 2009 12:00 Uhr (Ortszeit) | Spanien I. Gracia (38:56) A. Roshchyn (45:12) J. Muñoz (47:21) A. Pedraz (58:36) | 4:6 (0:2, 1:1, 3:3) Spielbericht | Südkorea Jung B.-c. (3:02) Kim G.-h. (12:08) Kwon T.-a. (21:09) Kwon T.-a. (41:22) Song D.-h. (51:01) Song D.-h. (59:59) | Wintersportpalast, Sofia Zuschauer: 125 |

| 6. April 2009 15:30 Uhr | Südafrika | 0:2 (0:1, 0:1, 0:0) Spielbericht | Mexiko S. Ortega (7:29) B. Arroyo (19:30) | Wintersportpalast, Sofia Zuschauer: 115 |

| 6. April 2009 19:00 Uhr | Belgien N. de Herdt (4:27) V. Camelbeeck (11:40) B. Nuyts (19:43) N. de Herdt (31:10) K. Van Looy (36:56) S. Van Buren (38:37) | 6:3 (3:2, 3:1, 0:0) Spielbericht | Bulgarien M. Bojadschiew (17:07) S. Muchatschew (18:07) A. Jotow (29:15) | Wintersportpalast, Sofia Zuschauer: 950 |

| 7. April 2009 12:00 Uhr | Südkorea Song D.-h. (12:45) Kim K.-s. (22:12) Kim K.-s. (25:05) Kwon T.-a. (42:35) Kwon T.-a. (43:26) Kim W.-ja. (51:33) Ahn H.-m. (54:33) Kim H.-s. (57:20) | 8:2 (1:0, 2:0, 5:2) Spielbericht | Mexiko J. Canseco (45:57) F. Ugarte (56:09) | Wintersportpalast, Sofia Zuschauer: 125 |

| 7. April 2009 15:30 Uhr | Belgien V. Morgan (17:36) D. Steijnen (22:20) J. Peusens (31:10) | 3:1 (1:0, 2:0, 0:1) Spielbericht | Spanien D. Coscojuela (57:20) | Wintersportpalast, Sofia Zuschauer: 189 |

| 7. April 2009 19:00 Uhr | Bulgarien P. Chadschitonew (9:54) S. Muchatschew (11:50) R. Stefanow (22:25) A. Jotow (29:50) S. Muchatschew (32:11) S. Muchatschew (36:41) S. Batschwarow (43:46) S. Muchatschew (45:20) W. Wassilew (48:11) S. Batschwarow (56:01) M. Milanow (59:31) S. Batschwarow (59:46) | 12:3 (2:0, 4:3, 6:0) Spielbericht | Südafrika D. Watson (27:24) J. Valadas (33:14) A. Marais (33:58) | Wintersportpalast, Sofia Zuschauer: 720 |

| 9. April 2009 12:00 Uhr | Belgien V. Camelbeeck (5:58) V. Camelbeeck (9:01) N. de Herdt (11:02) V. Morgan (18:29) M. Morgan (19:47) B. Nuyts (24:07) V. Morgan (36:20) J. Engelen (43:17) B. Nuyts (48:05) K. Van Looy (51:07) D. Steijnen (58:24) | 11:1 (5:0, 2:1, 4:0) Spielbericht | Südafrika M. Giot (21:16) | Wintersportpalast, Sofia Zuschauer: 65 |

| 9. April 2009 15:30 Uhr | Spanien S. Barnola (0:21) P. Muñoz (15:06) S. Barnola (23:49) A. Betrán (55:56) | 4:1 (2:0, 1:0, 1:1) Spielbericht | Mexiko Ad. Cervantes (49:14) | Wintersportpalast, Sofia Zuschauer: 152 |

| 9. April 2009 19:00 Uhr | Südkorea Kim D.-h. (4:44) Lee Y.-w. (8:32) Choi J.-s. (14:39) Lee Y.-w. (21:29) Kim W.-ju. (21:37) Ahn H.-m. (26:30) Song D.-h. (29:23) Choi J.-s. (43:27) Lee Y.-j. (45:18) Kim K.-s. (45:41) Kim W.-ju. (47:49) Ahn H.-m. (51:37) Song D.-h. (56:30) Kim G.-h. (56:43) | 14:2 (3:1, 4:0, 7:1) Spielbericht | Bulgarien P. Chadschitonew (15:19) S. Muchatschew (54:21) | Wintersportpalast, Sofia Zuschauer: 1.055 |

| 10. April 2009 12:00 Uhr | Mexiko B. Arroyo (39:13) | 1:9 (0:2, 1:5, 0:2) Spielbericht | Belgien V. Morgan (4:38) J. Peusens (18:14) T. Vos (23:50) T. Vos (26:11) V. Camelbeeck (27:31) T. Vos (31:25) B. Nuyts (39:59) V. Morgan (52:11) B. Kolodziejczyk (54:45) | Wintersportpalast, Sofia Zuschauer: 112 |

| 10. April 2009 15:30 Uhr | Südafrika | 0:15 (0:7, 0:4, 0:4) Spielbericht | Südkorea Kwon T.-a. (2:43) Jung B.-c. (3:35) Kim G.-h. (7:02) Jung B.-c. (8:44) Kim G.-h. (16:04) Lee D.-k. (16:51) Kim K.-s. (18:49) Kwon T.-a. (22:38) Kim K.-s. (25:24) Kwon T.-a. (32:10) Song D.-h. (35:06) Jung B.-c. (44:36) Kim K.-s. (48:20) Park S.-m. (49:33) Kim K.-s. (56:51) | Wintersportpalast, Sofia Zuschauer: 123 |

| 10. April 2009 19:00 Uhr | Bulgarien S. Muchatschew (6:46) R. Stefanow (36:56) R. Morgunow (45:48) | 3:7 (1:1, 1:2, 1:4) Spielbericht | Spanien I. Gracia (12:51) A. Betrán (28:09) J. Muñoz (37:59) J. Muñoz (45:26) P. Muñoz (46:24) G. Betrán (54:40) J. Muñoz (58:41) | Wintersportpalast, Sofia Zuschauer: 827 |

| 12. April 2009 12:00 Uhr | Spanien A. Betrán (6:09) J. Bernet (10:22) De. Pérez (12:47) A. Roshchyn (18:57) A. Gavilánes (22:31) I. Codina (26:02) A. Pedraz (27:51) P. Muñoz (47:19) S. Barnola (48:26) A. Vea (54:26) J. Muñoz (58:35) S. Barnola (59:22) | 12:2 (4:1, 3:0, 5:1) Spielbericht | Südafrika M. Giot (2:07) B. Stevens (50:19) | Wintersportpalast, Sofia Zuschauer: 75 |

| 12. April 2009 15:30 Uhr | Südkorea Song D.-h. (5:23) Lee Y.-j. (14:02) Kim G.-h. (30:16) Ahn H.-m. (53:21) Kim D.-h. (57:48) | 5:2 (2:1, 1:0, 2:1) Spielbericht | Belgien D. Steijnen (17:03) D. Steijnen (55:56) | Wintersportpalast, Sofia Zuschauer: 425 |

| 12. April 2009 19:00 Uhr | Mexiko M. Ramos (12:36) F. Ugarte (42:26) Ad. Cervantes (52:16) | 3:10 (1:1, 0:3, 2:6) Spielbericht | Bulgarien M. Bojadschiew (15:07) S. Muchatschew (29:33) A. Jotow (31:00) R. Stefanow (32:46) G. Mladenow (40:54) W. Wassilew (48:31) R. Morgunow (49:34) M. Milanow (54:26) A. Jotow (56:05) S. Muchatschew (57:22) | Wintersportpalast, Sofia Zuschauer: 1.380 |

| Pl. |           | Sp | S | OTS | OTN | N | Tore  | Punkte |
| --- | --------- | -- | - | --- | --- | - | ----- | ------ |
| 1.  | Südkorea  | 5  | 5 | 0   | 0   | 0 | 48:10 | 15     |
| 2.  | Belgien   | 5  | 4 | 0   | 0   | 1 | 31:11 | 12     |
| 3.  | Spanien   | 5  | 3 | 0   | 0   | 2 | 28:15 | 9      |
| 4.  | Bulgarien | 5  | 2 | 0   | 0   | 3 | 30:33 | 6      |
| 5.  | Mexiko    | 5  | 1 | 0   | 0   | 4 | 11:33 | 3      |
| 6.  | Südafrika | 5  | 0 | 0   | 0   | 5 | 08:54 | 0      |

Abkürzungen: Pl. = Platz, Sp = Spiele, S = Siege, OTS = Siege nach Verlängerung (Overtime) oder Penaltyschießen, OTN = Niederlagen nach Verlängerung oder Penaltyschießen, N = Niederlagen

Erläuterungen: Aufsteiger in die Division I, Absteiger in die Division III

#### Division-II-Siegermannschaft
| Division-II-Aufsteiger Südkorea | Ahn Hyun-min, Choi Jung-sik, Eum Hyun-seung, Hwang Byung-wook, Jung Byung-cheon, Kim Dong-hwan, Kim Eun-joon, Kim Geun-ho, Kim Hyun-soo, Kim Ki-sung, Kim Won-jung, Kim Woo-jae, Kim Woo-young, Kim Yoon-hwan, Kwon Tae-an, Lee Don-ku, Lee Seung-jun, Lee Yong-jun, Lee Yu-won, Park Sung-min, Son Ho-sung, Song Dong-hwan Trainer: Kim Hee-woo |

### Auf- und Abstieg
| Absteiger aus der Division I:    | Australien, Rumänien |
| Aufsteiger in die Division I:    | Serbien, Südkorea    |
| Absteiger in die Division III:   | Nordkorea, Südafrika |
| Aufsteiger aus der Division III: | Neuseeland, Türkei   |

## Division III
Das Weltmeisterschaftsturnier der Division III fand vom 10. bis zum 16. April 2009 in Dunedin in Neuseeland statt. Die Mannschaft der Mongolei erhielt keine Einreise-Visa nach Neuseeland. Ihre Spiele wurden allesamt als 0:5-Niederlagen gewertet. Die Spiele wurden im Dunedin Ice Stadium ausgetragen, das Platz für 1.850 Zuschauer bietet.
| 10. April 2009 13:00 Uhr (Ortszeit) | 10. April 2009 3:00 Uhr (MESZ) | Mongolei | 0:5 (Wertung) | Türkei | Ice Stadium, Dunedin Zuschauer: – |

| 10. April 2009 16:30 Uhr | 10. April 2009 6:30 Uhr | Irland | 3:7 (0:2, 1:2, 2:3) Spielbericht | Griechenland | Ice Stadium, Dunedin Zuschauer: 200 |

| 10. April 2009 20:00 Uhr | 10. April 2009 10:00 Uhr | Luxemburg | 2:6 (1:1, 1:2, 0:3) Spielbericht | Neuseeland | Ice Stadium, Dunedin Zuschauer: 780 |

| 11. April 2009 13:00 Uhr | 11. April 2009 3:00 Uhr | Griechenland | 5:0 (Wertung) | Mongolei | Ice Stadium, Dunedin Zuschauer: – |

| 11. April 2009 16:30 Uhr | 11. April 2009 6:30 Uhr | Irland | 3:8 (2:2, 0:5, 1:1) Spielbericht | Luxemburg | Ice Stadium, Dunedin Zuschauer: 180 |

| 11. April 2009 20:00 Uhr | 11. April 2009 10:00 Uhr | Neuseeland | 8:2 (2:1, 4:1, 2:0) Spielbericht | Türkei | Ice Stadium, Dunedin Zuschauer: 560 |

| 13. April 2009 13:00 Uhr | 13. April 2009 3:00 Uhr | Irland | 5:0 (Wertung) | Mongolei | Ice Stadium, Dunedin Zuschauer: – |

| 13. April 2009 16:30 Uhr | 13. April 2009 6:30 Uhr | Luxemburg | 4:7 (0:1, 1:4, 3:2) Spielbericht | Türkei | Ice Stadium, Dunedin Zuschauer: 200 |

| 13. April 2009 20:00 Uhr | 13. April 2009 10:00 Uhr | Neuseeland | 4:3 n. V. (0:2, 2:0, 1:1, 1:0) Spielbericht | Griechenland | Ice Stadium, Dunedin Zuschauer: 610 |

| 15. April 2009 13:00 Uhr | 15. April 2009 3:00 Uhr | Griechenland | 2:7 (0:3, 0:2, 2:2) Spielbericht | Luxemburg | Ice Stadium, Dunedin Zuschauer: 180 |

| 15. April 2009 16:30 Uhr | 15. April 2009 6:30 Uhr | Türkei | 7:1 (3:0, 2:0, 2:1) Spielbericht | Irland | Ice Stadium, Dunedin Zuschauer: 170 |

| 15. April 2009 20:00 Uhr | 15. April 2009 10:00 Uhr | Mongolei | 0:5 (Wertung) | Neuseeland | Ice Stadium, Dunedin Zuschauer: – |

| 16. April 2009 13:00 Uhr | 16. April 2009 3:00 Uhr | Türkei | 7:1 (1:1, 0:0, 6:0) Spielbericht | Griechenland | Ice Stadium, Dunedin Zuschauer: 250 |

| 16. April 2009 16:30 Uhr | 16. April 2009 6:30 Uhr | Luxemburg | 5:0 (Wertung) | Mongolei | Ice Stadium, Dunedin Zuschauer: – |

| 16. April 2009 20:00 Uhr | 16. April 2009 10:00 Uhr | Neuseeland | 9:0 (1:0, 3:0, 5:0) Spielbericht | Irland | Ice Stadium, Dunedin Zuschauer: 1.210 |

| Pl. |              | Sp | S | OTS | OTN | N | Tore  | Punkte |
| --- | ------------ | -- | - | --- | --- | - | ----- | ------ |
| 1.  | Neuseeland   | 5  | 4 | 1   | 0   | 0 | 32:07 | 14     |
| 2.  | Türkei       | 5  | 4 | 0   | 0   | 1 | 28:14 | 12     |
| 3.  | Luxemburg    | 5  | 3 | 0   | 0   | 2 | 26:18 | 9      |
| 4.  | Griechenland | 5  | 2 | 0   | 1   | 2 | 18:21 | 7      |
| 5.  | Irland       | 5  | 1 | 0   | 0   | 4 | 12:31 | 3      |
| 6.  | Mongolei     | 5  | 0 | 0   | 0   | 5 | 00:25 | 0      |

Abkürzungen: Pl. = Platz, Sp = Spiele, S = Siege, OTS = Siege nach Verlängerung (Overtime) oder Penaltyschießen, OTN = Niederlagen nach Verlängerung oder Penaltyschießen, N = Niederlagen

Erläuterungen: Aufsteiger in die Division II

### Division-III-Aufstiegsmannschaften
| Division-III-Aufsteiger Neuseeland | Hayden Argyle, KC Ball, Jordan Challis, Corey Down, Chris Eaden, Dale Harrop, Andrew Hay, Joshua Hay, Lyle Idoine, Richard Idoine, Braden Lee, Daniel Nicholls, Zak Nothling, Mitchell Oak, Richard Parry, Stacey Rout, Daniel Smith, Adam Soffer, Brett Speirs, Damian Watson Trainer: Jeff Bonazzo                                    |
| Division-III-Aufsteiger Türkei     | Berat Aktepe, Eray Atalı, Barış Bağcılar, Cüneyt Baykan, Gürkan Çetinkaya, Serkan Gümüş, Yusuf Halil, Galip Hamarat, Niyazi Karabulut, Yavuz Karakoç, Batın Kösemen, Emrah Özmen, Gökhun Öztürk, Alper Solak, Mert Tahmazoğlu, Egemen Taşboğa, Göktürk Taşdemir, Volkan Toptaner, Barış Uçele, Serkan Yapıcılar Trainer: Andrej Brodnik |

### Auf- und Abstieg
| Absteiger aus der Division II: | Nordkorea, Südafrika |
| Aufsteiger in die Division II: | Neuseeland, Türkei   |